# میان‌هشت
در زبان‌شناسی، فرایند افزودن یک واحد آوایی در میان دو آوای متوالی برای جدا کردن آنها از یکدیگر را میان‌هِشت (انگلیسی: epenthesis) می‌گویند. به این فرایند، درج، اندراج، و افزودن آوای میانجی هم گفته شده‌است.

## در فارسی
میان‌هشت در زبان فارسی به دو گونه میان‌هشت همخوان و میان‌هشت واکه بروز می‌یابد. در زبان فارسی فرایند میان‌هشت همخوان، فرایندی اجباری برای تبدیل ساخت هجایی نامطلوب به ساخت مطلوب است و با کاربرد ده همخوان بنا بر شرایط ساخت‌واژی، نحوی و آوایی میان دو واکه صورت می‌گیرد. اما میان‌هشت واکه در واژه‌های فارسی اصیل فرایندی اختیاری و سبکی است که برای آسانی تلفظ و خوش‌آهنگی به کار می‌رود. این فرایند در واژه‌های قرضی برای شکستن خوشه همخوانی آغاز واژه به کار می‌رود تا ساخت واژه منطبق بر قواعد هجاآرایی زبان فارسی شود.